# فأر شجري برازيلي أحمر
فأر شجري برازيلي أحمر (الاسم العلمي: Rhagomys rufescens) هو نوع من الحيوانات يتبع جنس الفأر الشجري البرازيلي (وهو النوع الوحيد من هذا الجنس) من فصيلة الفأرية.